# Enrico Castellano
Enrico Castellano (Napoli, 11 marzo 1825 – Napoli, 12 aprile 1890) è stato un politico italiano.
Fu senatore del Regno d'Italia nella XV legislatura.